# Thủy Bằng
Thủy Bằng là một phường thuộc quận Thuận Hóa, thành phố Huế, Việt Nam.

## Địa lý
Phường Thủy Bằng nằm ở phía nam quận Thuận Hóa, có vị trí địa lý:
- Phía đông giáp thị xã Hương Thủy
- Phía tây giáp quận Phú Xuân
- Phía nam giáp quận Phú Xuân và thị xã Hương Thủy
- Phía bắc giáp các phường An Tây, Thủy Biều, Thủy Xuân.

Phường Thủy Bằng có diện tích 22,78 km², dân số năm 2023 là 8.568 người, mật độ dân số đạt 376 người/km².

## Hành chính
Phường Thủy Bằng được chia thành 11 tổ dân phố: An Dương, Bằng Lãng, Châu Chữ, Cư Chánh 1, Cư Chánh 2, Dạ Khê, Kim Sơn, La Khê Hói, Nguyệt Biều, Tân Ba, Vĩ Xá.

## Lịch sử
Trước đây, Thủy Bằng là một xã thuộc huyện Hương Thủy.
Ngày 11 tháng 3 năm 1977, huyện Hương Thủy sáp nhập với huyện Phú Vang thành huyện Hương Phú, xã Thủy Bằng thuộc huyện Hương Phú.
Ngày 11 tháng 9 năm 1981, Hội đồng Bộ trưởng ban hành Quyết định 64-HĐBT. Theo đó, sáp nhập xã Thủy Bằng vào thành phố Huế.
Ngày 29 tháng 9 năm 1990, Hội đồng Bộ trưởng ban hành Quyết định 345-HĐBT. Theo đó, chuyển xã Thủy Bằng về huyện Hương Thủy vừa tái lập.
Ngày 9 tháng 2 năm 2010, huyện Hương Thủy được chuyển thành thị xã Hương Thủy, xã Thủy Bằng thuộc thị xã Hương Thủy.
Ngày 27 tháng 4 năm 2021, Ủy ban Thường vụ Quốc hội ban hành Nghị quyết số 1264/NQ-UBTVQH14 (nghị quyết có hiệu lực từ ngày 1 tháng 7 năm 2021). Theo đó, chuyển xã Thủy Bằng trở lại thành phố Huế quản lý.
Ngày 30 tháng 11 năm 2024, Ủy ban Thường vụ Quốc hội ban hành Nghị quyết số 1314/NQ-UBTVQH15 về việc sắp xếp đơn vị hành chính cấp huyện, cấp xã của thành phố Huế giai đoạn 2023 – 2025 (nghị quyết có hiệu lực từ ngày 1 tháng 1 năm 2025). Theo đó:
- Thành lập phường Thủy Bằng trên cơ sở toàn bộ 22,78 km² diện tích tự nhiên và quy mô dân số 8.568 người của xã Thủy Bằng.
- Thành lập quận Thuận Hóa thuộc thành phố Huế. Phường Thủy Bằng trực thuộc quận Thuận Hóa.